# Corythalia fimbriata
Corythalia fimbriata är en spindelart som först beskrevs av George William Peckham och Elizabeth Maria Gifford Peckham 1901.  Corythalia fimbriata ingår i släktet Corythalia och familjen hoppspindlar. Inga underarter finns listade i Catalogue of Life.